# Gibberish
Con gibberish (o anche jibberish) si intende un barbugliamento o borbottio, una serie di ciance, di parole o un gergo incomprensibile. Si tratta di qualcosa di analogo al grammelot, ma, a differenza di questo, non è necessariamente usato a scopo artistico.

## Etimologia
Il termine è entrato per la prima volta nella lingua inglese nei primi anni del XVI secolo. L'etimologia più probabile è che si tratti di una parola di origine imitativa, dalla parola jabber o jibber ("parlare di sciocchezze senza senso"), con il suffisso -ish per indicare una lingua. 
In passato si è affermato che derivasse dalla radice della parola irlandese gob o gab "bocca", che sarebbe anche l'etimo di jabber, gibber e gobble..
In alternativa, il termine gibberish potrebbe derivare dall'eclettica mescolanza di inglese, spagnolo, ebraico, hindi e arabo parlato nel territorio britannico di Gibilterra (Gibraltar; in arabo جبل طارق‎?, jabal Ṭāriq, "la montagna di Tariq"), che è incomprensibile ai non nativi.
Un'altra teoria è che la parola derivi dal nome del famoso alchimista islamico dell'VIII secolo Jabir ibn Hayyan, il cui nome è stato latinizzato in Geber, così il termine gibberish è sorto come un riferimento al gergo tecnico incomprensibile spesso usato da Jabir e gli altri alchimisti che sono seguiti.

## Uso
Questa tecnica può essere usata come un esercizio di recitazione.
Con neuro-gibberish viene inteso l'inserimento di argomenti neurologici, anche non pertinenti in un discorso per conferirgli maggiore credibilità.